# Parris Glendening
Parris Nelson Glendening, född 11 juni 1942 i Bronx, New York, är en amerikansk demokratisk politiker. Han var guvernör i delstaten Maryland 1995–2003.
Glendening doktorerade år 1967 i statsvetenskap vid Florida State University där han var aktiv inom studentpolitiken. Efter sin doktorsexamen undervisade han vid University of Maryland, College Park och gjorde lokalpolitisk karriär i Prince George's County. År 1994 vann han guvernörsvalet i Maryland som demokraternas kandidat. En pragmatisk strävan efter konsensus var kännetecknande för Glendenings karriär hela vägen från studentpolitiken till delstatspolitiken. Glendenings seger år 1994 kom med knapp marginal då han endast fick 50,2 procent av rösterna. Republikanen Ellen Sauerbrey försökte överklaga resultatet men kunde inte förhindra demokraternas seger då bevis på avsiktlig valfusk inte förelåg efter undersökningar. Sauerbrey utmanade honom på nytt i guvernörsvalet 1998 men den gången vann Glendening med 55 procent av rösterna.